# Бурлюгуль
Бурлюгуль — пересыхающая река в Стерлитамакском районе Башкортостана. Длина около 10,9 км.
Высота истока — более 180 м над уровнем моря. Впадает в Стерлю в черте села Николаевка Николаевского сельсовета. В Бурлюгуль впадают
- Галик
- Маскуль

На реке Бурлюгуль устроены две запруды.
Через Бурлюгуль проходит трасса, расположен мост у села Николаевка.